# 八幡山古墳 (行田市)
八幡山古墳（はちまんやまこふん）は、埼玉県行田市藤原町にある古墳。形状は円墳。若小玉古墳群を構成する古墳の1つ。埼玉県指定史跡に指定されている。
横穴式石室が露出しており「関東の石舞台」と形容されることもある。

## 概要

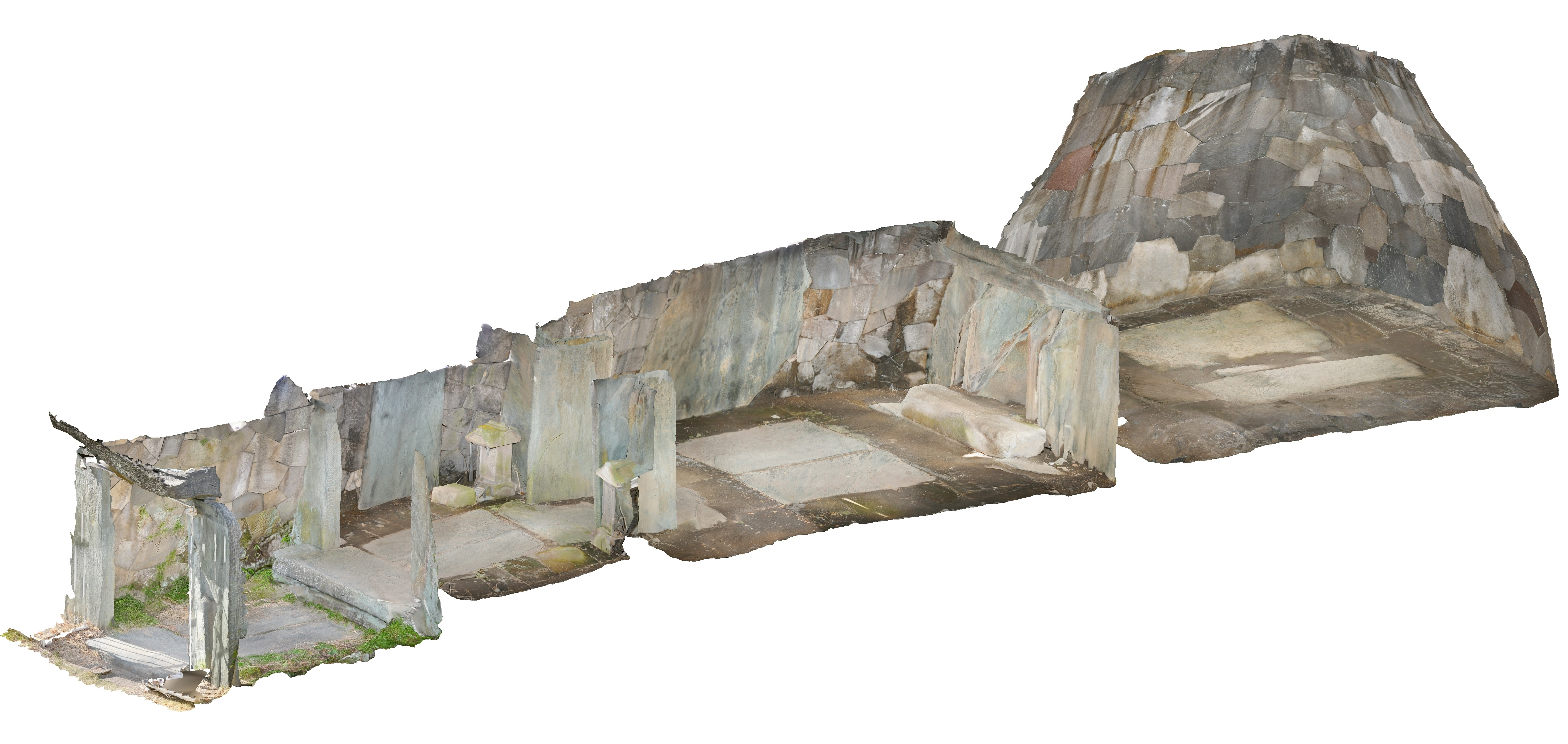
石室俯瞰図

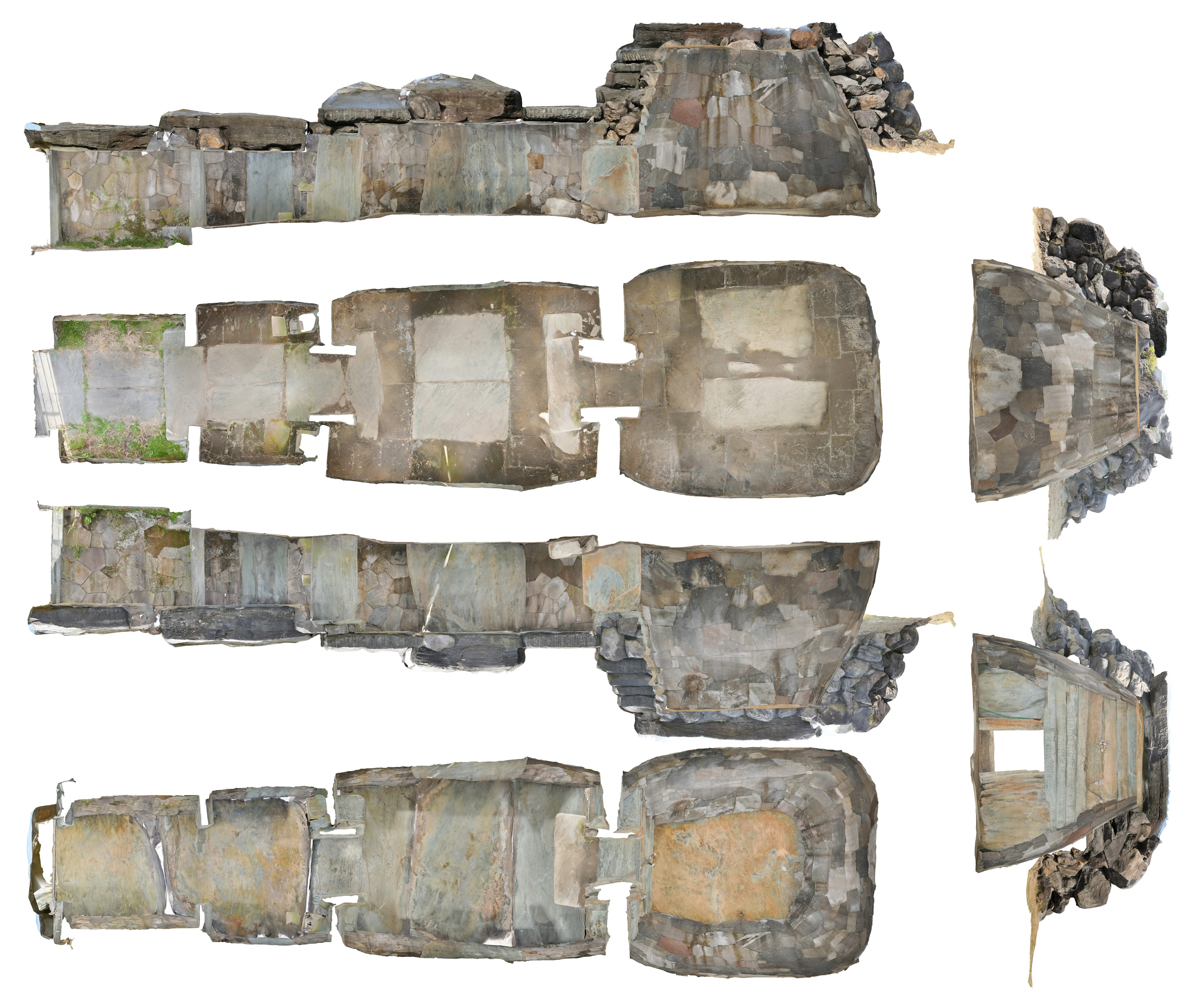
石室展開図

墳丘は削平されて石室が露出しているが、径約80メートル、高さ9.5メートルと考えられている。江戸時代に書かれた『新編武蔵風土記稿』に、横穴式石室の一部が露出し、石室内に八幡社が祀られていたことが記載されている。その頃から既に石室の一部が露出していたが、1934年（昭和9年）11月に小針沼の干拓工事で盛土が取りさられて石室が完全に露出した。その様子が、奈良県明日香村の石舞台古墳に似ていることから、考古学者の大場磐雄が「関東の石舞台」と形容した。横穴式石室は天井石が崩落しており、正確な測量値は不詳であるが、構造は羨道・前室・中室・奥室からなり、全長は16.7メートル、奥室の高さ3.1メートルとされている。
1977年（昭和52年）の発掘調査で、絹布に繰り返し漆を塗り重ねて作られた棺の破片（乾漆棺、漆塗木棺片）が出土した。この棺や副葬品から、古墳の築造年代は7世紀中頃と推定される。漆塗りの棺は畿内でも高い階層に限られており、被葬者は宮廷と親密な関係の人物と考えられている。被葬者を633年に武蔵国造に任命された物部兄麻呂とする説がある。
1993年（平成5年）12月10日～26日の発掘調査で古墳の規模が従来よりやや大きい、直径80メートルであることが判明した。

## 画像ギャラリー

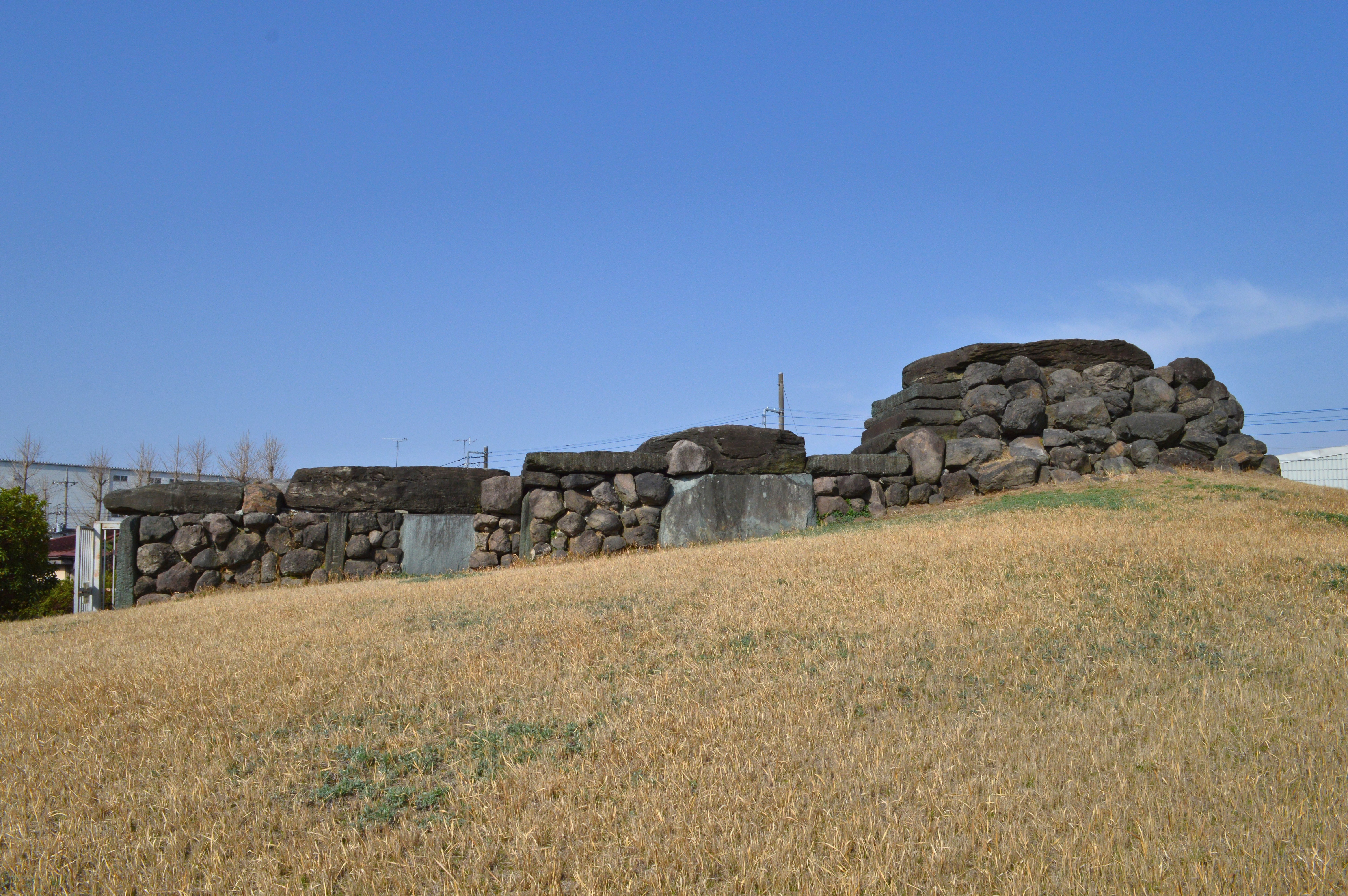
石室全景
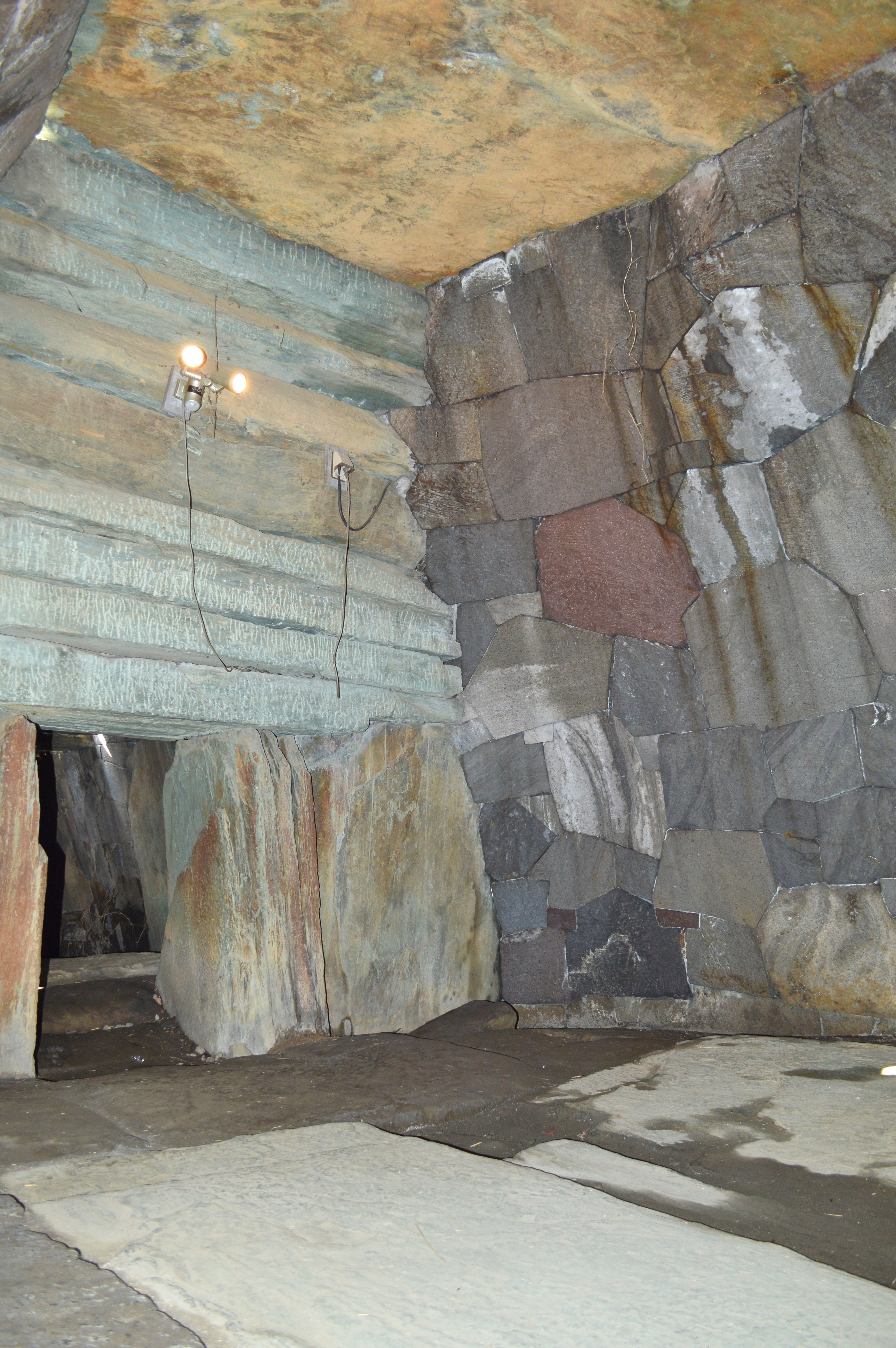
玄室（奥室）
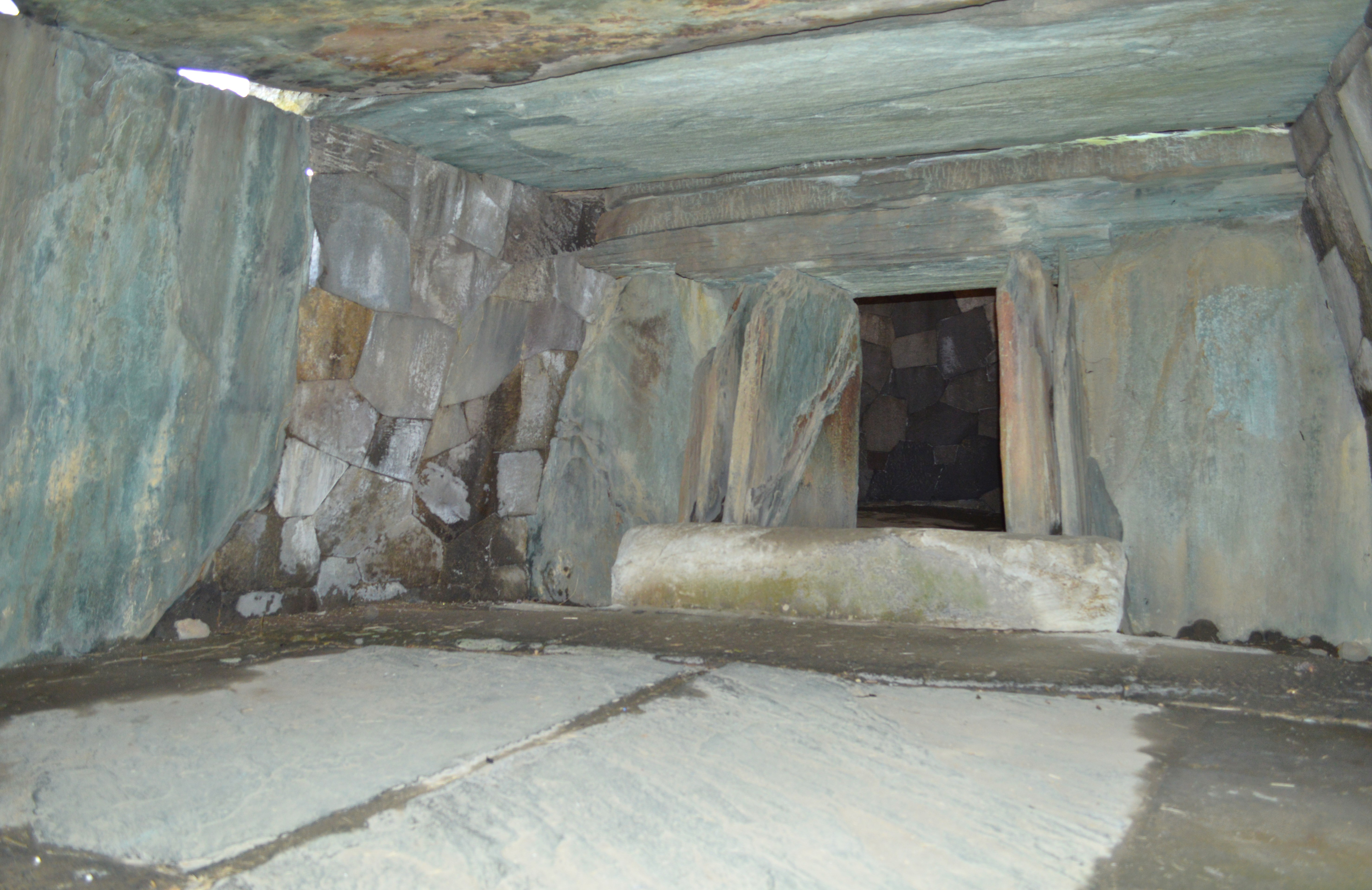
中室 奥に玄室。
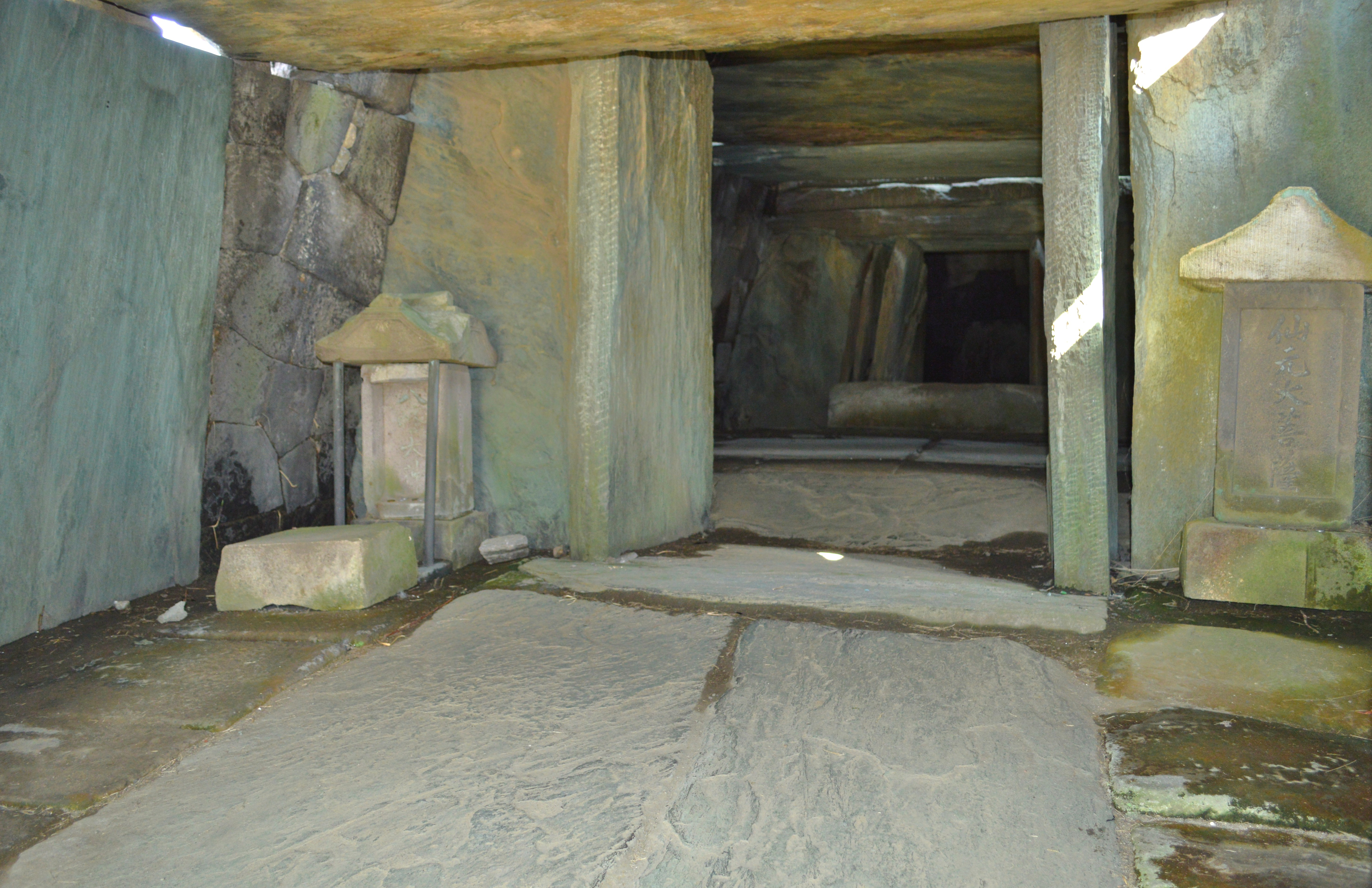
前室 奥に中室。
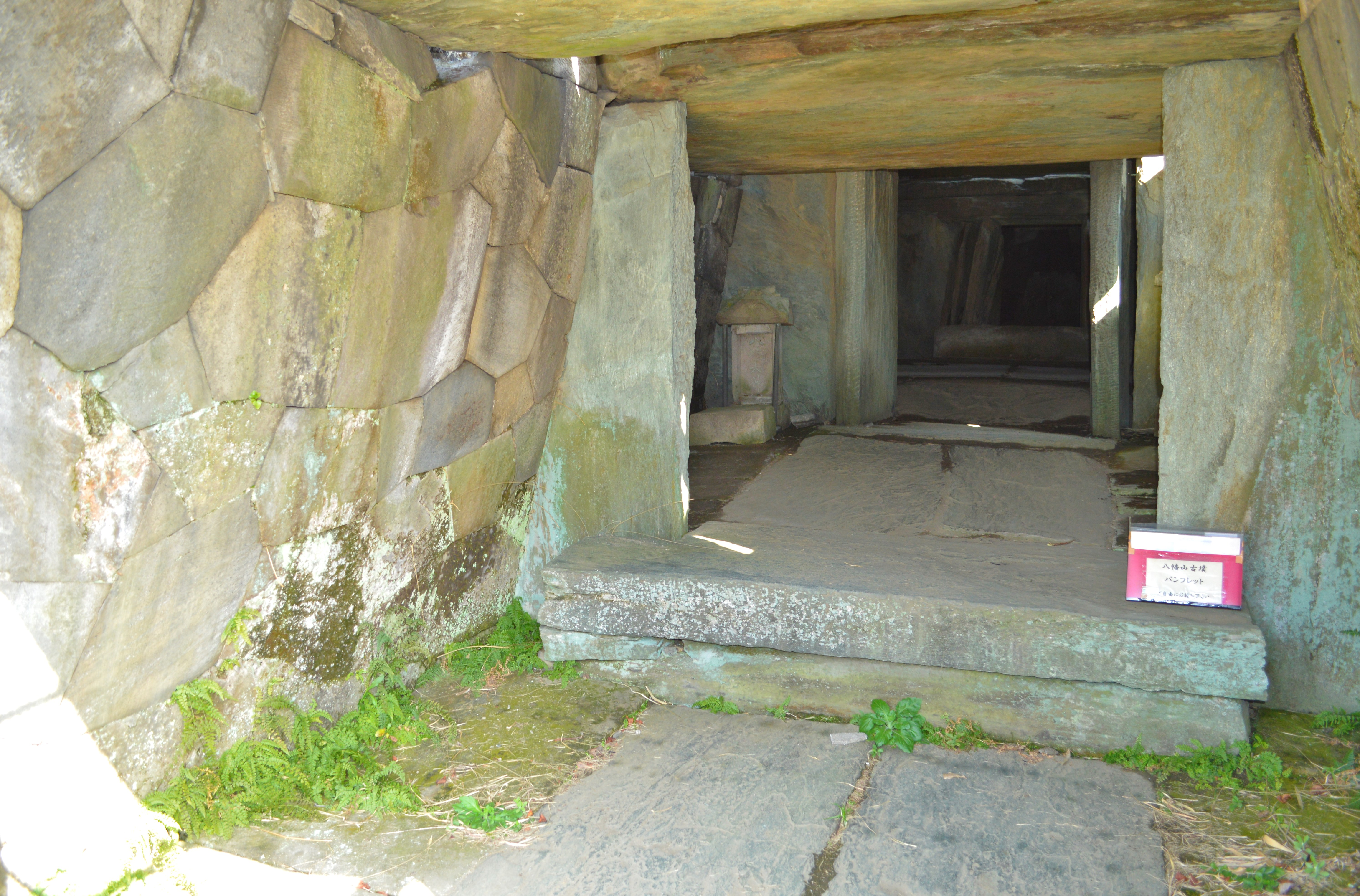
羨道 奥に前室。
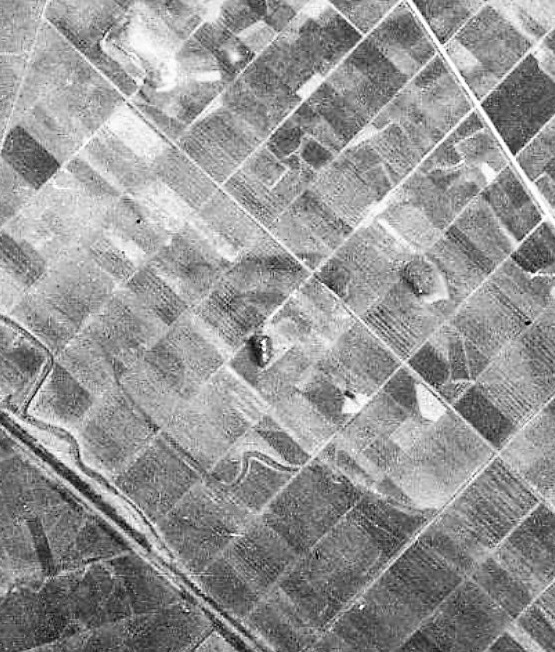
左上は三方塚古墳。出典：国土地理院ウェブサイト